# Liniparhomaloptera disparis disparis
Liniparhomaloptera disparis disparis is een ondersoort van de straalvinnige vissen uit de familie van de steenkruipers (Balitoridae). De wetenschappelijke naam van de soort is voor het eerst geldig gepubliceerd in 1934 door Lin.